# Liste des arrêts de la Cour suprême des États-Unis, volume 553
Ceci est une liste des arrêts de la Cour suprême des États-Unis du volume 553 de l’United States Reports:

## Liste
- United States v. Clintwood Elkhorn Mining Co. (Docket No. 07-308)
- MeadWestvaco Corp. v. Illinois Dept. of Revenue (Docket No. 06-1413)
- Baze v. Rees (Docket No. 07-5439)
- Burgess v. United States (Docket No. 06-11429)
- Begay v. United States (Docket No. 06-11543)
- Virginia v. Moore (Docket No. 06-1082)
- Crawford v. Marion County Election Bd. (Docket No. 07-21)
- Gonzalez v. United States (Docket No. 06-11612)
- United States v. Ressam (Docket No.  07-455)
- United States v. Williams (Docket No. 06-694)
- Department of Revenue of Ky. v. Davis (Docket No. 06-666)
- United States v. Rodriquez (Docket No. 06-1646)
- Riley v. Kennedy (Docket No. 07-77)
- CBOCS West, Inc. v. Humphries (Docket No. 06-1431)
- Gomez-Perez v. Potter (Docket No. 06-1321)
- United States v. Santos (Docket No. 06-1005)
- Regalado Cuellar v. United States (Docket No. 06-1456)
- Richlin Security Service Co. v. Chertoff (Docket No. 06-1717)
- Engquist v. Oregon Dept. of Agriculture (Docket No. 07-474)
- Quanta Computer, Inc. v. LG Electronics, Inc. (Docket No. 06-937)
- Bridge v. Phoenix Bond & Indemnity Co. (Docket No. 07-210)
- Allison Engine Co. v. United States ex rel. Sanders (Docket No. 07-214)
- Munaf v. Geren (Docket No. 06-1666)
- Irizarry v. United States (Docket No. 06-7517)
- Boumediene v. Bush (Docket No. 06-1195)
- Republic of Philippines v. Pimentel (Docket No. 06-1204)
- Taylor v. Sturgell (Docket No. 07-371)

## Source
- (en) Cet article est partiellement ou en totalité issu de l’article de Wikipédia en anglais intitulé « List of United States Supreme Court cases, volume 553 » (voir la liste des auteurs).

## Compléments